# Puer aeternus

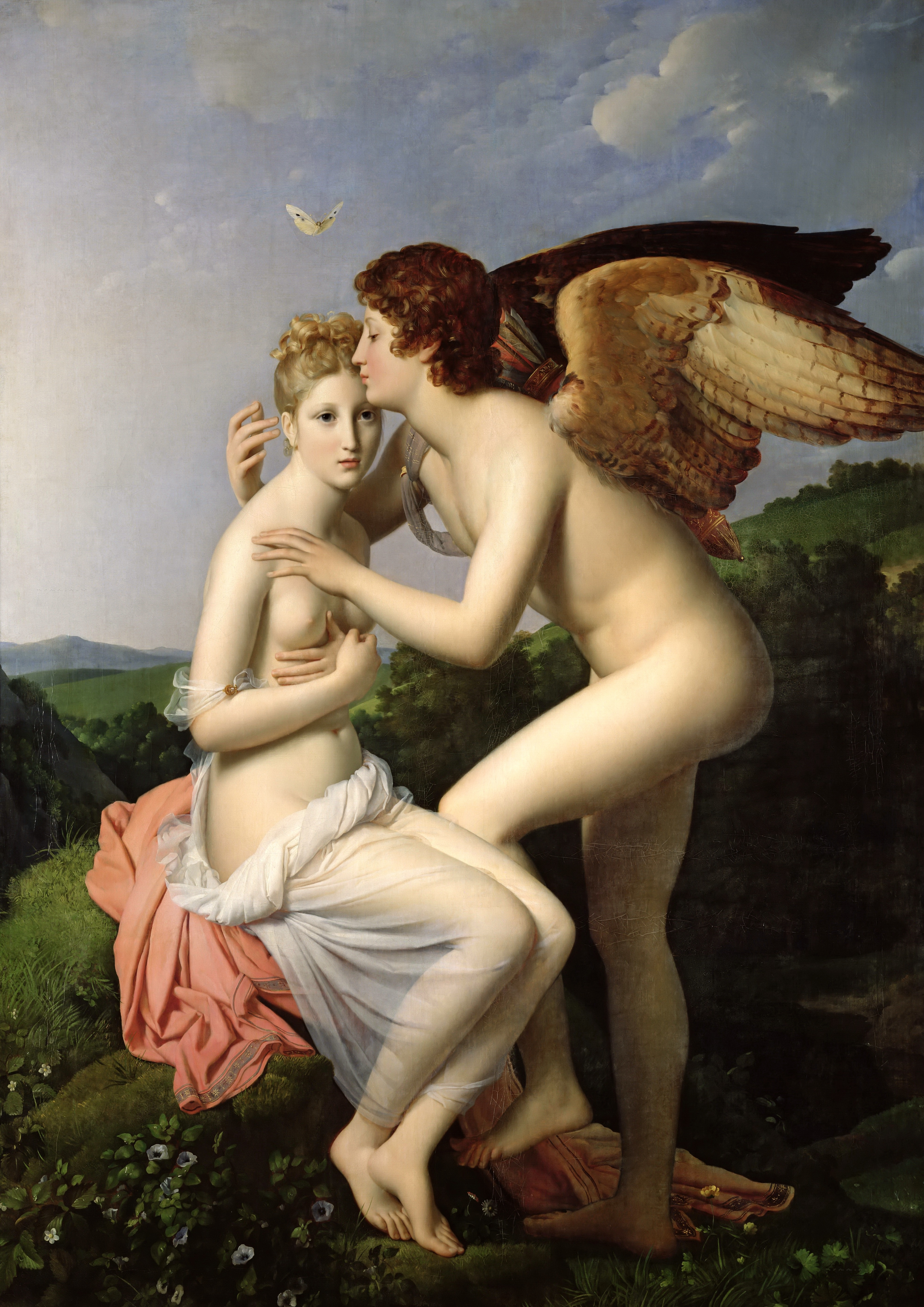
Cupido y Psique, óleo de François Gérard, 1798.

Puer aeternus (a veces abreviado como puer) es un término en latín que significa "niño eterno". En la mitología es un dios-niño que es joven por siempre. En psicología es una persona adulta cuya vida emocional se ha mantenido en un nivel adolescente, también conocido como el síndrome de Peter Pan. El puer generalmente lleva una vida provisional debido al temor de ser atrapado en una situación de la que no sea posible escapar. Él o ella anhela independencia y libertad, se opone a las fronteras y los límites impuestos, y tiende a encontrar intolerable cualquier restricción.

## Elpueren la mitología

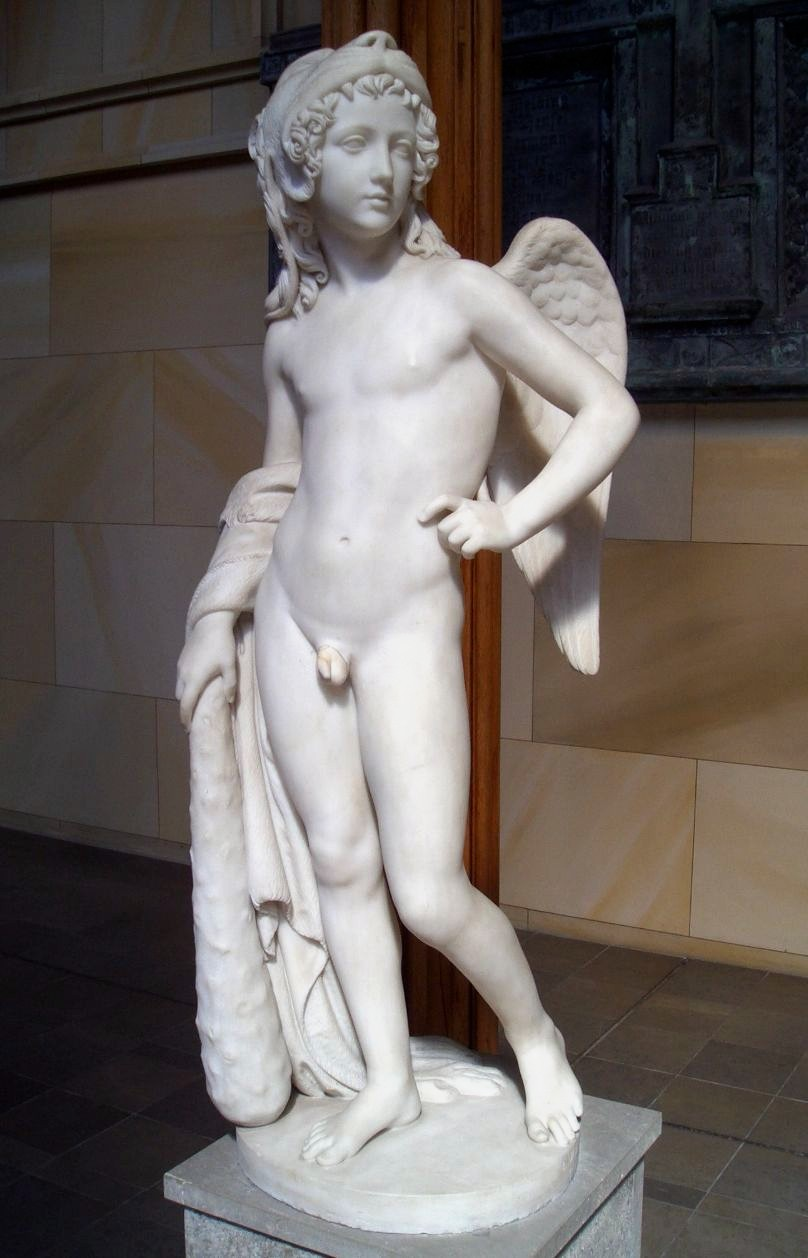
Eros, de Emil Wolff. 1836.

El término puer aeternus procede de Las metamorfosis, una obra épica del poeta romano Ovidio (43 a. C.–17 d. C.), consistente en narraciones mitológicas griegas y romanas, en la cual Ovidio se dirige al dios-niño Yaco como puer aeternus y lo alaba por su papel en la celebración de los misterios eleusinos. Yaco es más tarde identificado con los dioses Dioniso y Eros. El puer también es un dios de la vegetación y la resurrección, el dios de juventud divina, como Tammuz, Atis y Adonis. La figura de un dios joven que es inmolado y resurge también aparece en la mitología egipcia con la historia de Osiris.

## Elpueren la psicología analítica
El psiquiatra suizo Carl Gustav Jung desarrolló una escuela de pensamiento llamada psicología analítica, distinguiéndose del psicoanálisis de Sigmund Freud. En la psicología analítica (a menudo denominada "psicología junguiana") el puer aeternus es un ejemplo de lo que Jung llama un arquetipo, uno de los "elementos estructurales primordiales de la psique humana".
El arquetipo antitético, opuesto enantiodrómico o sombra del puer es el senex (que en latín significa "hombre viejo"), asociado con el dios Cronos, que representa el tiempo que se desplaza inmutable, el ser disciplinado, controlado, responsable, racional y ordenado. A la inversa, la sombra del senex es el puer, asociado a Hermes o Dioniso, que representa el instinto desatado, el desorden, la intoxicación y el capricho.
Como todos los arquetipos, el puer es bipolar, exhibiendo un aspecto tanto positivo como negativo. El lado positivo del puer es que aparece como el Niño Divino que simboliza la novedad, el potencial para crecer y la esperanza para el futuro. También presagia al héroe en el que a veces se convierte (p. ej. Heracles). El lado negativo es el hombre-niño que se rehúsa a madurar y afrontar los retos de la vida, esperando en vez de resolver sus problemas.
Cuando el sujeto es una mujer, el término latino es puella aeterna, representada en la mitología como Kore (en griego "doncella"). También se podría hablar de un puer ánimus cuando se describe el lado masculino de la psique femenina, o una puella ánima cuando se habla del componente femenino interno de un hombre.